# Creole (Markup)

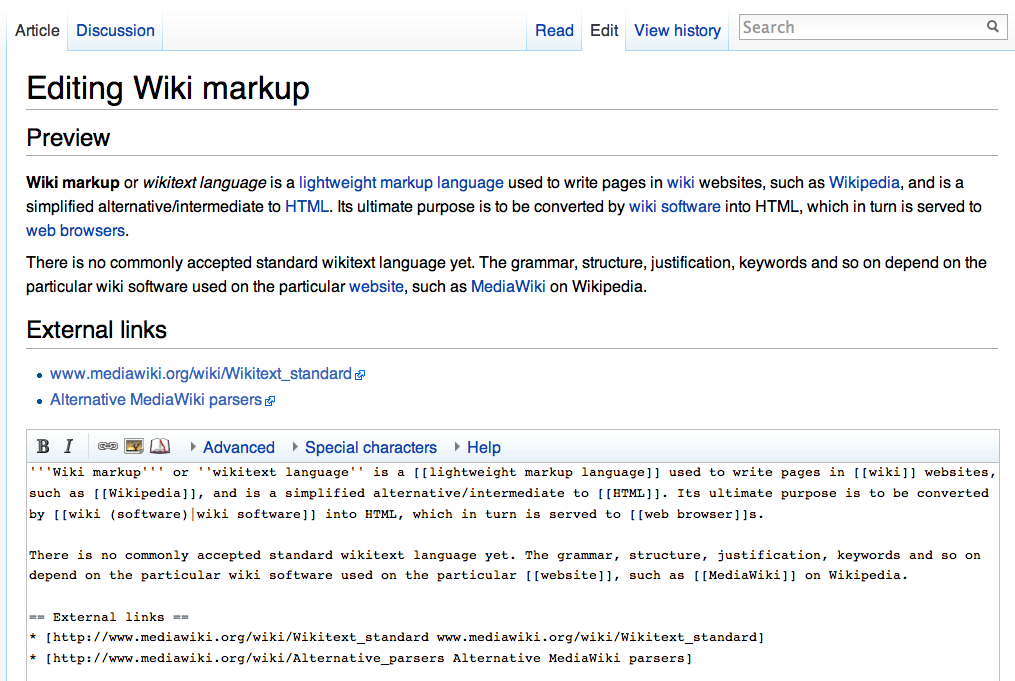
Wikitext in MediaWiki

Creole ist eine vereinfachte Auszeichnungssprache, die als übergreifender Standard für verschiedene Varianten von Wikitext konzipiert wurde.

## Ziel
Creole soll es Benutzern erlauben, Dokumente zwischen verschiedenen Wikis einfach zu übertragen. Darüber hinaus soll sie einfach zu erlernen und benutzen sein und auf Elementen bereits vorhandener Markups verschiedener Wiki-Systeme basieren. Zu diesem Zweck wurden gängige Auszeichnungssprachen untersucht; die am häufigsten verwendeten Formatierungsbefehle flossen in die Spezifikation ein. Dies geschah in einem offenen und pluralistischen Prozess, um eine möglichst große Akzeptanz des neuen Standards zu erreichen.

## Entwicklung
Auf der WikiSym-Konferenz 2006 wurde dieses Projekt ins Leben gerufen, zurückgehend auf eine Idee von Ward Cunningham auf der Wikimania 2006. Es laufen derzeit die Vorbereitungen für den Start der Konstruktion der nächsten Version, die noch mehr Funktionen standardisieren soll.
Aktuell freigegebener Standard ist die Version 1.0. Die Entwicklung wurde für die folgenden zwei Jahre nach deren Erscheinen am 4. Juli 2007 „eingefroren“, um die Verbreitung und Implementierung der Spezifikation zu fördern. Trotzdem wird die Diskussion über weitere Änderungen und Ergänzungen für zukünftige Versionen schon weitergeführt.
Derzeit unterstützen 13 Wiki-Systeme ganz oder teilweise die Creole-Syntax; darunter befinden sich bekannte und verbreitete Systeme wie MoinMoin-Wiki und DokuWiki. Elf weitere Wiki-Software-Projekte planen die Unterstützung oder interessieren sich zumindest dafür. Dazu zählt unter anderem das von Wikipedia genutzte und weit verbreitete MediaWiki-System.
Neben Wikisystemen gibt es aber inzwischen auch schon andere Plattformen mit Creole wie zum Beispiel den Online-Fahrzeugmarkt mobile.de, der Creole in seinen Fahrzeugbeschreibungstexten zulässt.